# Plànol del Pare Tosca

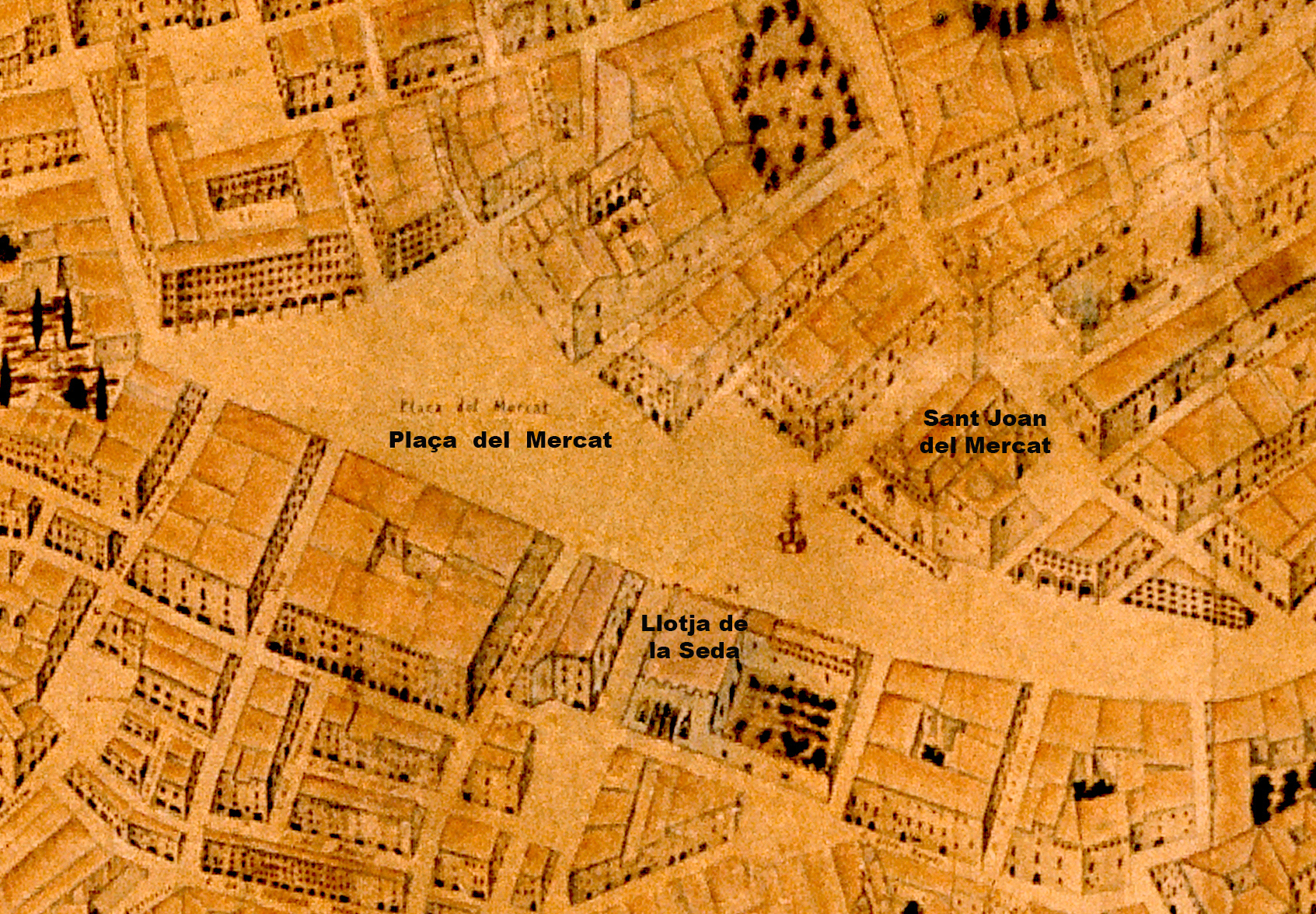
Detall de la Plaça del Mercat al plànol.

El Plànol del Pare Tosca és un plànol de la Ciutat de València realitzat en 1704 per Tomàs Vicent Tosca. És un dels plànols antics de la ciutat més coneguts, sent reproduït en gravats des de l'any 1738. L'escala calculada és de 1/810, i inclou una representació isomètrica dels edificis, que és més fidel conforme l'edifici representat és més important. Tanmateix, la vista isomètrica no afecta a la representació del traçat dels carrers.
Per este treball, Tomàs Vicent Tosca fou conegut com el capellà de les ratlletes. En 2003, el Museu Valencià de la Il·lustració i la Modernitat va exhibir una maqueta en escala 1/500. Des de 2016, la maqueta s'exhibeix a l'entrada del museu, havent de ser restaurada després d'haver passat una dècada a un magatzem.